# 山本重雄
山本 重雄（やまもと しげお、1957年6月12日 - 2016年8月21日）は、日本の実業家。株式会社エスワイフード創業者。

## 経歴
岐阜県武儀郡洞戸村（現在の関市洞戸）で生まれ、岐阜県立武義高等学校を卒業後、海上自衛隊に入隊して調理班で活動する。訓練の合間に、福富太郎著「あなたも一億円貯められる」を読み、焼き鳥屋は相当に繁盛可能な商売であることを学んだ。
21歳で海上自衛隊を除隊後、名古屋市の居酒屋「栄太郎」と「村さ来」のそれぞれで1年ずつ、飲食業を経験した。勤めた店に隣接して鶏肉の手羽先唐揚げで有名な「風来坊」の支店があった。名古屋は「風来坊」のたれ味を真似た手羽先唐揚げを提供する店が多いことから手羽先料理に注目した。
1981年6月14日に名古屋市中区新栄で、「串かつ・やきとり やまちゃん」を開業する。店舗は古い木造アパート1階の4坪13席で、開業当時は午後6時から午前5時まで営業した。権利金120万円、一人でその店を切り盛りする。当初の料理は焼き鳥が多かったが、「風来坊」と異なるタレの甘みを抑えて胡椒を効かせた「山ちゃん風手羽先」を完成させて日商7万円、月商200万円ほどとなる。
開業から3年後の1984年に利益が現金1000万円となり、4月に新栄から移転して住吉店を、8月に改めて新栄店をそれぞれ開店し、個人営業から会社組織の「有限会社世界のやまちゃん」とした。1985年に千種区で今池店を開店するが6か月で閉店する。1985年4月11日に株式会社とする。1986年10月に葵店、1987年11月に千種店、1991年に「BAR YAMACHAN」、1992年に「となりのやまちゃん」、をそれぞれ開業し、「世界のやまちゃん」の店舗が名古屋市で増える一方で採算が合わない店は閉店した。
1995年にフランチャイズ化し、1997年に山本をモデルにした「鳥男」を「世界の山ちゃん」のイメージキャラクターとする。2003年9月に「世界の山ちゃん」関東地区1号店として神奈川県川崎市で砂子店、2004年3月に東京都新宿区で新大久保店、5月に川崎仲見世店、6月に新大久保2号店、7月に西武新宿店、2005年6月に北海道地区1号店として北海道札幌市中央区で「すすきの南3条店」、2009年5月に広島県広島市中区で広島地区1号店として広島胡店、それぞれを開店した。2016年8月現在でグループ店、フランチャイズ店、日本国外4店舗の75店舗を展開する。
2016年8月21日午前7時54分、解離性大動脈瘤のため59歳で急死した。
死後、会社の経営は妻で取締役の山本久美が継ぎ、代表取締役社長に就いた。
「世界の山ちゃん」は駅前の繁華街に出店する都市型店舗として急成長し、故地の岐阜県に出店しなかったが、エスワイフードは重雄の死去から1年以上経った2017年9月に、国内外76店目として岐阜市内で同県初の店舗を開店した。

## 関連人物
- 河村たかし - 重雄と親交があった。